# Don Davis
Donald Romain "Don" Davis, född 4 februari 1957 i Anaheim, Kalifornien, är en amerikansk filmkompositör. Davis är mest känd för att ha gjort musiken till Matrix-trilogin där han samarbetade med Juno Reactor. Han har även arbetat med andra filmer som Jurassic Park III, Ballistic: Ecks vs. Sever, Behind Enemy Lines och Antitrust. 

## Filmografi (i urval)
- 1987–1990 – Skönheten och odjuret (TV-serie) (48 avsnitt)
- 1990 – Matlock (TV-serie) (1 avsnitt)
- 1990–1991 – Tiny Toon Adventures (TV-serie) (5 avsnitt)
- 1993 – Star Trek: The Next Generation (TV-serie) (1 avsnitt)
- 1993–1994 – Taz-Mania (TV-serie) (4 avsnitt)
- 1994–1995 – Seaquest DSV (TV-serie) (13 avsnitt)
- 1995 – Janne Långben – The Movie
- 1996 – Bound
- 1999 – Matrix
- 1999 – Ondskans hus
- 1999 – Turbulence 2 Fear of Flying
- 1999 – Universal Soldier – Återkomsten
- 2001 – Conspiracy.com
- 2001 – Behind Enemy Lines
- 2001 – Jurassic Park III
- 2001 – Valentine
- 2002 – Ballistic: Ecks vs. Sever
- 2002 – Mord i Greenwich (TV-film)
- 2003 – The Animatrix
- 2003 – The Matrix Revolutions
- 2003 – The Matrix Reloaded
- 2006 – The Marine